# Hesha
Hesha (kinesiska: 河沙镇, 河沙) är en köping i Kina. Den ligger i provinsen Sichuan, i den sydvästra delen av landet, omkring 160 kilometer öster om provinshuvudstaden Chengdu. Antalet invånare är 17 442. Befolkningen består av 8 311 kvinnor och 9 131 män. Barn under 15 år utgör 17,0 %, vuxna 15-64 år 68 %, och äldre över 65 år 14,0 %.
Genomsnittlig årsnederbörd är 1 339 millimeter. Den regnigaste månaden är juli, med i genomsnitt 269 mm nederbörd, och den torraste är december, med 7 mm nederbörd.